# Olavius loisae
Olavius loisae är en ringmaskart som beskrevs av Erséus 1984. Olavius loisae ingår i släktet Olavius och familjen glattmaskar. Inga underarter finns listade i Catalogue of Life.